# Kerry Saxbyová
Kerry Saxbyová, nepřechýleně Kerry-Anne Saxby-Junna (* 2. června 1961) je bývalá australská atletka, jejíž specializací byla sportovní chůze.
Jde o několikanásobnou světovou rekordmanku v řadě chodeckých disciplín. Na mistrovství světa v roce 1987 v Římě získala stříbrnou medaili v chůzi na 10 kilometrů, o dvanáct let později v Seville bronzovou medaili na dvojnásobné trati. Úspěšná byla také na světových halových šampionátech - stala se mistryní světa v chůzi na 3000 metrů v roce 1989 a stříbrnou medailistkou na této trati v letech 1991 a 1993. V olympijských závodech se jí na medaile dosáhnout nepodařilo – nejlépe skončila sedmá v roce 2000 v Sydney v závodě na 20 kilometrů chůze.